# Målselvfossen
La cascata di Målselvfossen è situata nel comune Målselv, nella contea di Troms in Norvegia.
È costituita da tre salti consecutivi del fiume Målselva, su uno sviluppo lineare di 600 metri, per un dislivello totale di 22 metri.
La portata d'acqua raggiunge i 750 m³ / s in primavera.